# Liste der Monuments historiques in Pleudaniel
Die Liste der Monuments historiques in Pleudaniel führt die Monuments historiques in der französischen Gemeinde Pleudaniel auf.

## Liste der Bauwerke
| Bezeichnung              | Beschreibung                  | Standort                  | Kennzeichnung | Schutzstatus | Datum | Bild           |
| ------------------------ | ----------------------------- | ------------------------- | ------------- | ------------ | ----- | -------------- |
| Kirche St-Pierre         | Erbaut im 18. Jahrhundert     | Place de la Mairie (Lage) | PA00089434    | Inscrit      | 1927  | weitere Bilder |
| Gezeitenmühle Traou Meur | Erbaut im 17./18. Jahrhundert | (Lage)                    | PA00089435    | Classé       | 1991  | weitere Bilder |

## Liste der Objekte

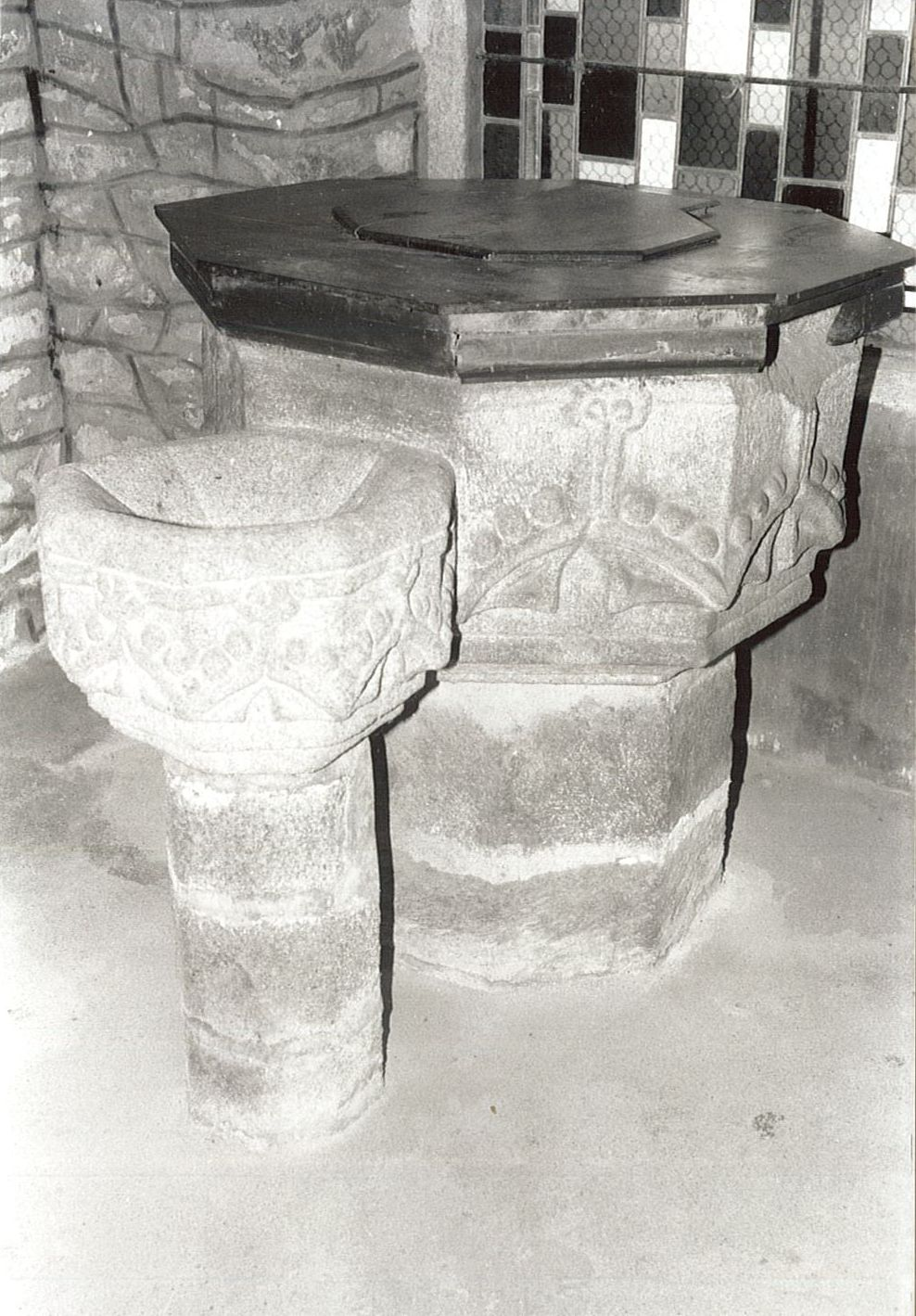
Taufbecken (um 1600) in der Kirche St-Pierre

- Monuments historiques (Objekte) in Pleudaniel in der Base Palissy des französischen Kultusministeriums